# Масонский табель

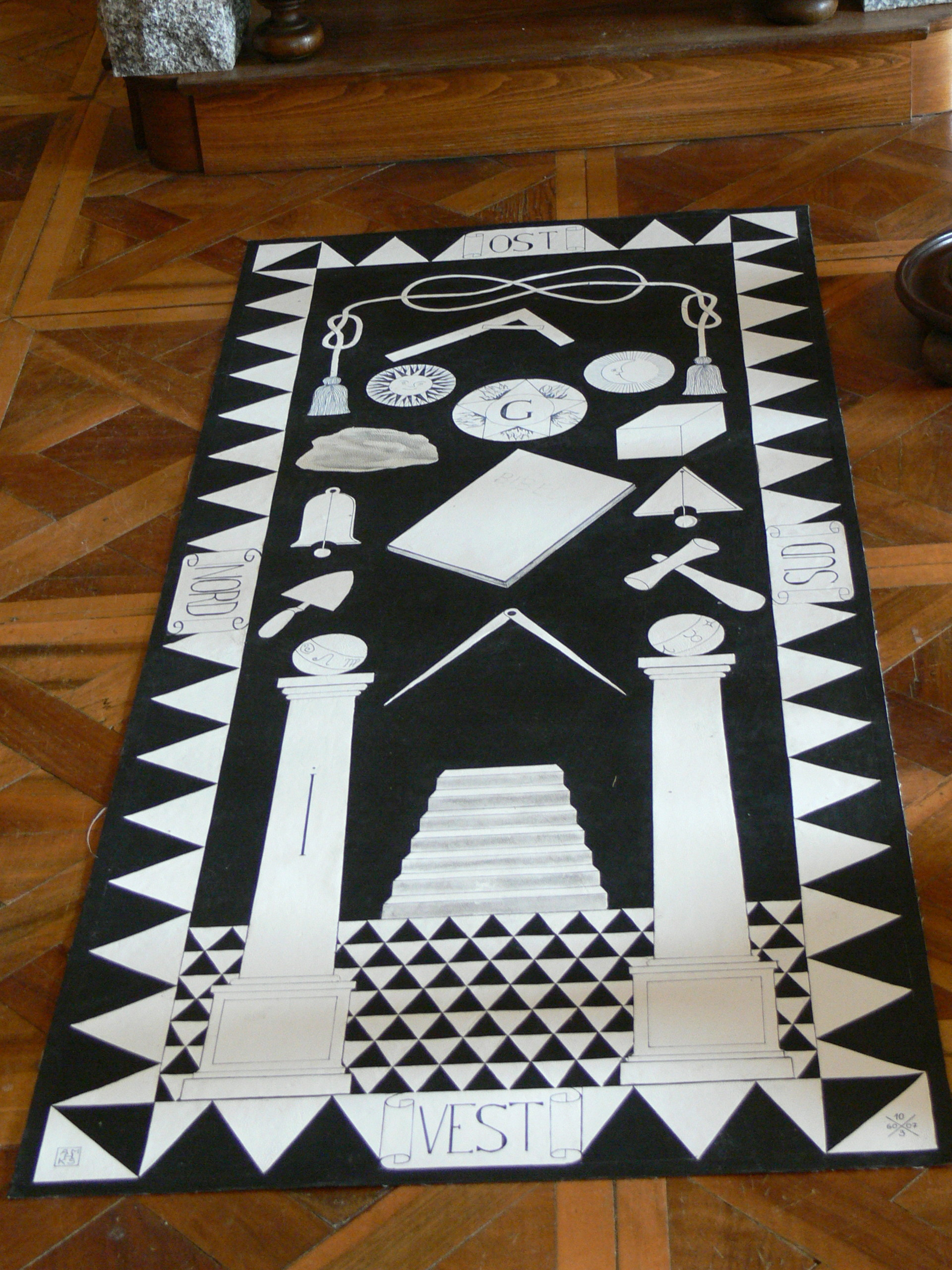
Масонский табель Устава Циннендорфа

Масонский табель (англ. Tracing board) — это эмблема спекулятивного масонства, произошедшая от чертёжных досок, используемых в разработке (проекта здания), и грифельных досок, используемых в каменоломне или на строительной площадке оперативными вольными каменщиками. Они представляют нарисованные или напечатанные иллюстрации, изображающие различные эмблемы и символы масонства. Могут быть использованы в качестве учебных пособий во время наставлений, которые следуют в каждой из трёх масонских степеней, когда опытный масон объясняет различные концепции масонства для новых членов. А также могут быть использованы опытными членами братства как самонапоминание о концепции их узнавания и прохождения через свои посвящения.

## История и развитие

### Оперативные истоки
В оперативные времена чертёжные и грифельные доски часто называли trestle boards — досками на треноге (trestle — подставка, тренога, козлы), потому что они были обычными большими плоскими досками, установленными на треногах так, чтобы при первой необходимости их можно было переносить с места на место. Мастер использовал черновой, или грифельный, табель (планшет) — аналог современной чертёжной доски, для подготовки общей планировки и полного расчёта для конкретного здания. Грифельные доски также были незаменимым инструментом ещё и потому, что на них разрабатывались чертежи конструктивных элементов и соединений, требуемых для изготовления и дальнейшей кладки. Эти чертежи с грифельной доски затем переносились на рабочий (чистовой) план.
В своём первоначальном значении глагол «to trace» не подразумевал «копировать», как это распространено в современных проектных мастерских. Он означал «делать набросок (абрис)» или же «чертить», и происходит от латинского «tractus», от которого через итальянский, испанский и французский языки пришёл в английский. Эволюционируя, слово сменило несколько разных (но сходных) значений, к примеру, наравне с «планировать» — «делать эскиз (набросок)», «составлять схему», «задумывать (разрабатывать)». Самое раннее упоминание об использовании грифельной доски содержится в «Списке (каталоге) зданий» Йоркского кафедрального собора. Об их использовании мы узнаем из инвентарного списка за 1399 год.
Оперативные каменщики в зависимости от преследуемых в черчении целей использовали разные по форме грифельные и чертёжные доски. К примеру, полноразмерные чертежи соединений и специальных креплений часто разрабатывались на участке здания, используя его пол в качестве грифельной доски. Чертежи были нужны в процессе возведения здания и поэтому, всегда нужные под рукой, намечались на переносной чертёжной доске. В ходе проведённых в нескольких местах археологических раскопок были найдены такие доски, содержащие расчётные чертежи, предварительно набросанные на каменном полу или отдельных обработанных камнях, затем положенных в кладку здания. Окончательная планировка и детализированные схемы (планы) обычно вычерчивались в масштабе на пергаменте или на шкуре, которые, будучи специально подготовленными, пока ещё не высохли, растягивались на чертёжной доске. В 1377 году для подготовки чертежей для продолжения начатых в 1270 году работ по перестройке построенной в период с 1112 по 1206 годы Норманнской церкви был закуплен пергамент, о чём свидетельствуют древние документы Эксетерского кафедрального собора. В них же содержатся свидетельства закупки шкур в 1389 году для разрабатываемых при завершении западного окна рабочих чертежей.

### Спекулятивное развитие
Первые спекулятивные ложи собирались в съемных помещениях, и потому, чтобы в конце работ легче было стереть с пола наброски символики, их обычно наносили на пол мелом или углём. Храм и другие символы обычно рисовались окруженными волнистой верёвкой с повторяющимися узлами и кистями на концах. Эти шнуры с кистями (англ. tassel или tarsel) были изображены волнистой или зубчатой линией, что переносит нас к древним катехизисам, но это никак, как некоторые иногда полагают, не зубчатый или мозаичный ободок, упомянутый в современных. Узловатое (кафинский узел) и увенчанное кистями вервие символизирует всемирные узы дружбы, единящие каждого вольного каменщика с его братьями. Четыре кисти в углах мозаичного пола имеют то же значение, что и зубчатые, но те что изображены по углам современного табеля 1-го градуса, олицетворяют кисти, висящие по углам ложи и означают четыре добродетели.
Кисти — символы древние, произошедшие от еврейского «цицит», или Цади Йод Цади Хе, означавшего как кисти, так и бахрому. Из ветхозаветной Книги чисел, гл. 15:37-40 мы знаем, что кисть используется как напоминание:
«37 И сказал Господь Моисею, говоря:
38 объяви сынам Израилевым и скажи им, чтоб они делали себе кисти на краях одежд своих в роды их, и в кисти, которые на краях, вставляли нити из голубой шерсти;
39 и будут они в кистях у вас для того, чтобы вы, смотря на них, вспоминали все заповеди Господни, и исполняли их, и не ходили вслед сердца вашего и очей ваших, которые влекут вас к блудодейству,
40 чтобы вы помнили и исполняли все заповеди Мои и были святы пред Богом вашим»
При увеличении размеров лож «напольная живопись» уступила место прочному парусиновому ковру, который после работ можно было скатать. Позднее его стали закреплять на доске на треноге — треножнике (trasel), иногда ошибочно называемому tarsel. Ещё позднее чтобы спасти от изнашивания, его вешали на стену, сейчас же они заменены более рентабельными распечатанными табелями. Табель называют драгоценностью ложи, и в этом смысле он по праву важный символ, поскольку символизирует невидимый духовный табель, содержащий в себе само Священное Писание, утвердившее моральные планы и Высший Закон, управляющие нашими действиями и нашей жизнью.
В каждом символическом градусе — свой неповторимый табель со своим разнообразием символов, которые, будучи уникальными сами по себе, в совокупности раскрывают важные истины градуса. Каждый из символов табеля объясняется в соответствующей главе книги.
В современном масонстве табели главным образом используются в спекулятивных ложах, хотя в давние времена они широко использовались в большинстве орденов масонства. Много табелей старого образца в современной репродукции подготовлено братом Джошуа Боурингом в 1811 году в ложе Чичистера. Известный лондонский портретист, он был посвящён в масоны в 1795 году. Большинство используемых сейчас в символических ложах табелей прямо или опосредованно повторяют набор табелей, подготовленных и опубликованных в 1821 году братом Джоном Харрисом. Брат Харрис занимался миниатюрной живописью, был чертёжником-архитектором, табели которого вторили аналогичным работам брата Боуринга.
Табели в символическом масонстве обычно имеют форму прямоугольника с соотношением сторон равным числу φ (фи), называемым ещё Золотым сечением. Это, во-первых, изящно с математической и эстетической точки зрения, и, во-вторых, улучшает восприятие прямоугольного табеля. Число «фи» равно половине суммы единицы и квадратного корня из пяти, и приблизительно равно 1.618. Также это отношение суммы длины и ширины прямоугольника к просто длине.
Число «фи» обладает рядом замечательных свойств; к примеру, площадь «фи» равна «фи» + 1, а обратная величина (1 / φ) равна «фи» — 1. Это связано с рядом Фибоначчи, в котором каждый последующий член — сумма двух предыдущих: 0, 1, 1, 2, 3, 5, 8, 13 и так до бесконечности. При устремлении ряда к бесконечности соотношение каждого члена ряда к предыдущему члену стремится к числу φ. Ряд Фибоначчи часто встречается в природе, к примеру — в отношениях между орбитами планет, в Периодической таблице Менделеева. На основе числа «фи» составлены пропорции дворца Парфенон в Афинах, а также и других классических сооружений. В архитектурных и отделочных работах, где используются обычные материалы вроде плитки, для удобства используется приведённое соотношение сторон прямоугольника «восемь к пяти» (8 / 5), или 1,6. Символически число «фи» означает душу человека, а многократное повторение (применение) числа «фи» знаменует собой активное совершенствование души по восходящей спирали. Из чего можно прийти к выводу, что те, кто составлял табели символических градусов, не ограничивались только физической (чисто геометрической) формой и внешней символикой, но также уделяли особое внимание эстетике и внутренней духовной символике.
Физическая форма, интеллектуальное совершенствование и моральное продвижение представлены несколькими различными прямоугольниками. Совершенный квадрат символически представляет физический уровень, внешний и самый низкий в материальной природе вселенной, так же как более низкую умственный уровень и элементарные знания. Прямоугольник имеет отношение два к одному и символизирует восходящее умственное и моральное развитие человечества в его поиске божественного. В ранних символических ложах это было представлено тесанным камнем, квадратным в поперечнике и прямоугольным в высоту. Прямоугольной была алтарная часть (давир) и в ветхозаветной Скинии, и в Храме Иерусалимском. В символических ложах олицетворяет мозаичный пол, который должен быть, да обычно и представляет собой прямоугольник со сторонами, соотносящимися как «два к одному». Храмовая площадь имеет соотношение «три к одному» и является числом «пи», приблизительно равным 3,142, с помощью которого можно вычислить длину окружности, равную двум «пи». Число π напоминает нам о том важном древнем символе, точке в круге, символизирующем творческую силу и бесконечную Божью премудрость. Символически число «пи» представляет человека, ищущего божественное, духовность и вечность.
И Скиния, и последовавший за ней Иерусалимский храм имели в основании прямоугольник с соотношением сторон «три к одному», называемый «Храмовая площадь». Иерусалимский храм имел размеры: 60 локтей в длину с востока на запад и 20 локтей в ширину, что вдвое больше размеров Скинии. Эти же пропорции всегда применялись в ложах оперативных каменщиков. В скинии и Иерусалимском храме были алтарная часть (давир) и Святая Святых. Соотношение давира было в «два к одному», он был прямоугольником, по сути — «двойным квадратом».

## Различия и назначение
Табели трёх символических градусов значительно отличаются и по виду, и по назначению. У всех у них стороны соотносятся по числу φ, положение полотна табеля — портретное (вертикальное). Вот их отличительные особенности.

### Табель первого градуса

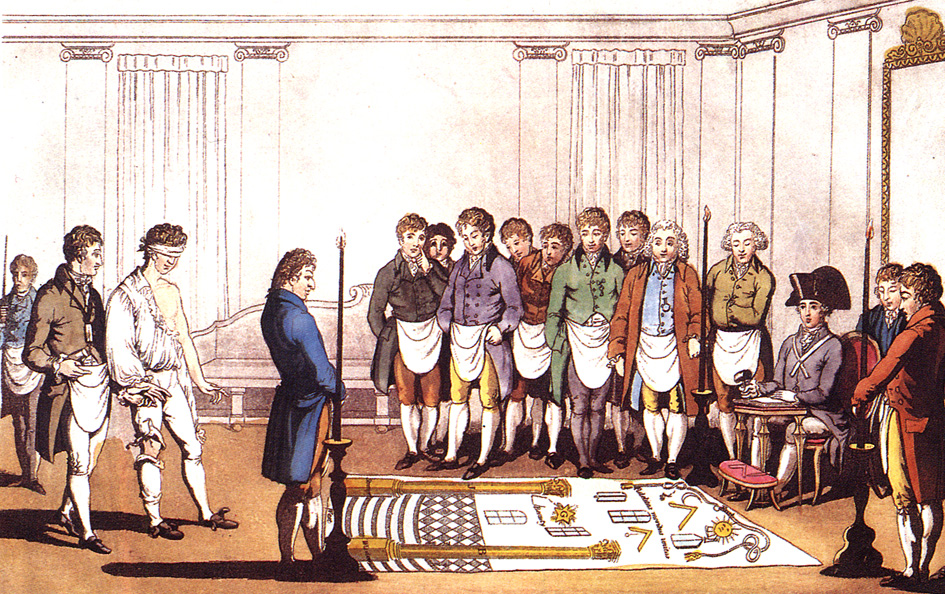
Посвящаемый перед табелем Первого градуса

Табель первого градуса окружает зубчатая кайма из чёрных и белых треугольников: чёрные снаружи, белые внутри. В каждом углу обычно изображается по одной кисти. Символическая ориентация табеля такова, что зритель обращён к востоку, расположенному вверху табеля, западная часть находится ближе к зрителю.
Внутри зубчатой каймы изображена в перспективе символическая ложа в виде мозаичного чёрно-белого пола. На табеле у ложи нет стен, она открыта небесам, что наводит на мысль об универсальности науки. На мозаичном полу расположены три колонны, каждая своего архитектурного стиля: Ионического — на Западе, Дорического — на Востоке, и Коринфского — на Юге. На мозаичном полу расположены различные орудия масонства, в центре пола стоит алтарь с раскрытой Книгой Священного Закона, на ней лежат Циркуль и Наугольник. На КСЗ опирается лестница (Иакова), ведущая к Пламенеющей Звезде на небесах, где также показаны Солнце, Луна и семь звёзд. Ступеньки лестницы поддерживают несколько букв, представляющих моральные силы.

### Табель второго градуса

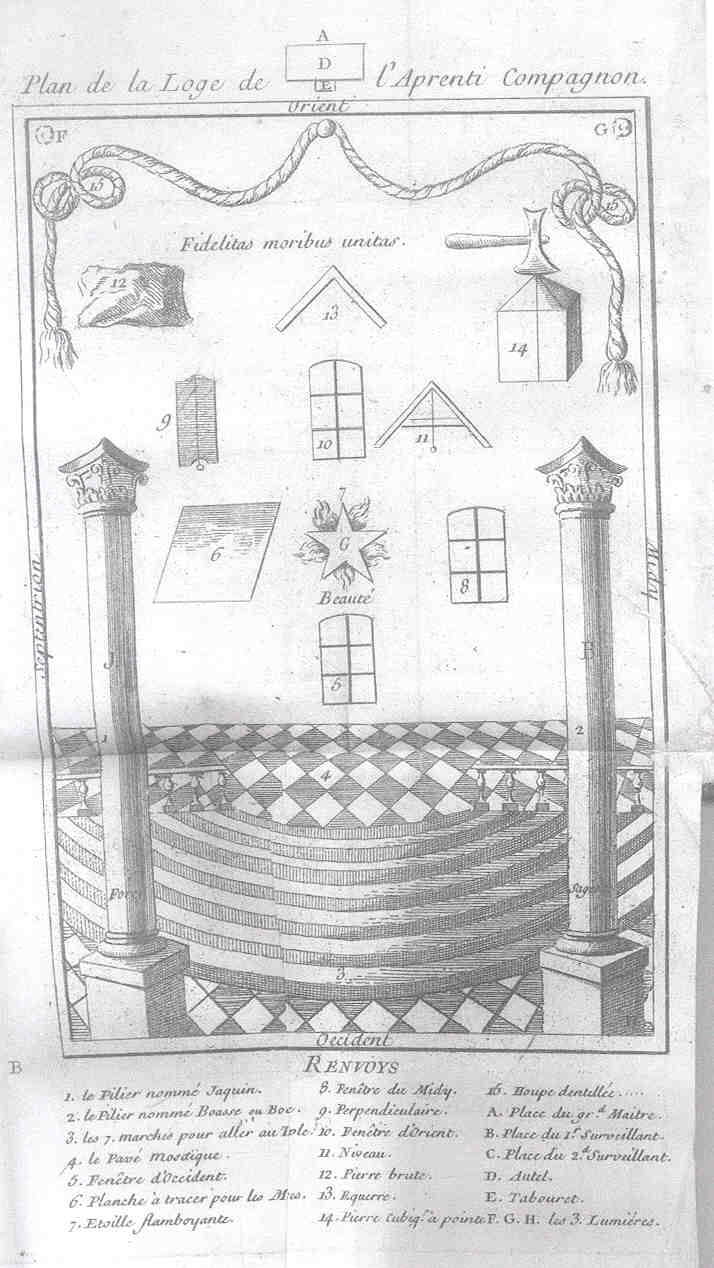
Масонский табель 2 градуса

На табеле второго градуса изображён интерьер Первого Храма Иерусалимского в направлении Святая Святых на Западе. Такое изображение Храма имеет абсолютно предположительный характер, потому что разительно отличается от описанного в Священном Писании. К примеру, вход в давир, ограниченный с двух сторон колоннами, показан слева, тогда как должен бы быть в юго-восточном углу. Хотя колоннами — Яхин и Боаз — обрамлялся только вход в Храм, в действительности находившийся в восточной оконечности храмового сооружения. От входа на юго-востоке до Святая Святых ведёт винтовая лестница. На самом деле в давире не было никакой винтовой лестницы, зато две были в окружавших южные, западные и северные стены храма боковых комнатах: одна на юго-востоке, другая — на северо-западе. Хоть река Иордан была на самом деле восточнее Храма, согласно табеля она на юго-западе, видимая через юго-восточный вход Храма. Также можно заметить початок кукурузы по соседству с небольшим водопадом, что напоминает нам поражение ефремлянской армии Иеффая.

### Табель третьего градуса

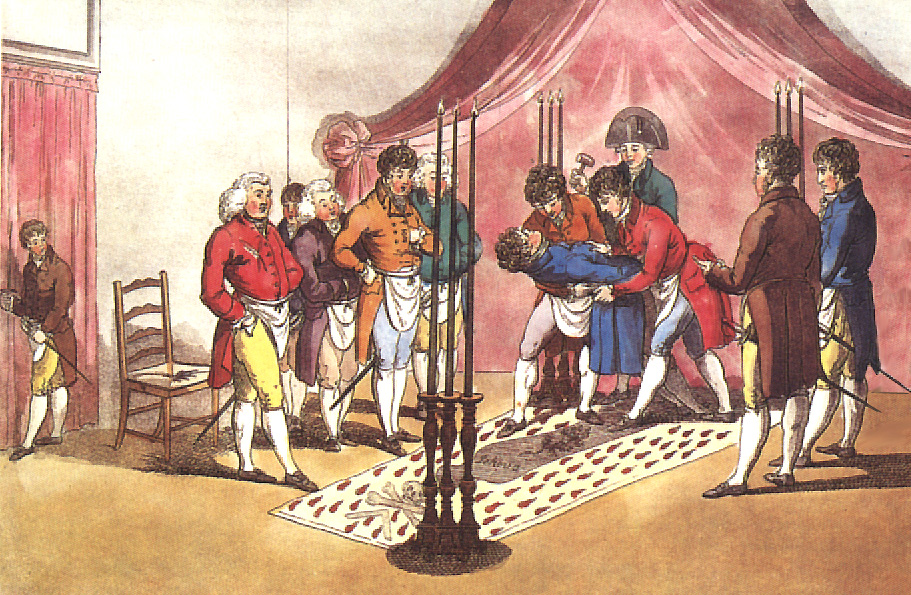
Посвящаемого кладут на табель третьего градуса

У табеля третьей степени обычно изображается сплошная чёрная рамка как символ траура и также как символ открытой могилы. В противоположность ориентации табеля первой степени, этот табель сориентирован так, что наблюдатель обращён лицом к востоку, таким образом подчёркивая разницу между тем, откуда мы приходим в этот мир смертных и куда уходим, что символически и представлено первой и третьей степенью.
Гроб в могиле традиционно ориентирован «ногами усопшего к востоку», дабы усопший был лицом к восходящему солнцу. Ветвь акации как древняя эмблема бессмертия расположена во главе гроба с западной стороны могилы. На свитке, лежащем поверх середины гроба, изображён интерьер Храма в направлении на Святая Святых. Символы бренности, смерти вместе с рабочими инструментами мастера показаны у головной части гроба, в то время как инструменты ремесла — у подножия гроба. Также у главы гроба табличка с надписями подобными тем, что на эпитафиях надгробных плит. На поверхности гроба просматриваются и другие надписи. В главе «Табель третьей степени» обсуждаются обстоятельства, сопровождающие несвоевременную смерть главного архитектора и последующее обретение его тела.
Подчеркнуто значение верности (преданности), нам напоминается о верной и прилежной работе в соответствии с Божьими заповедями на благо человечества, если мы надеемся на воздаяние в конце своей жизни.

## Галерея масонских табелей
- Подборка иллюстраций масонских табелей
- Tracing Boards from St. Andrews Lodge No. 1817. Архивировано 13 мая 2012 года.

## Публикации
- Haunch, T.O. Tracing Boards - Their Development and Designers (англ.). — QC Correspondence Circle Ltd, 2004. — ISBN 0907655955.
- Dring, E.H. The Evolution and Development of the Tracing or Lodge Board (англ.) // Ars Quatuor Coronatorum : journal. — Quatuor Coronati Lodge No. 2076, 1916.